# Myotis tricolor
Myotis tricolor és una espècie de ratpenat de la família dels vespertiliònids. Viu a la República Democràtica del Congo, Etiòpia, Kenya, Libèria, Malawi, Moçambic, Ruanda, Sud-àfrica, Eswatini, Tanzània, Zàmbia i Zimbàbue. Els seus hàbitats naturals són les sabanes seques i humides, els matollars mediterranis i, possiblement, els boscos tropicals humits. És una espècie en risc mínim, és a dir, no sembla que hi hagi cap amenaça significativa per a la seva supervivència.